# Idaea antitaurica
Idaea antitaurica là một loài bướm đêm trong họ Geometridae.